# Kogelbiefstuk

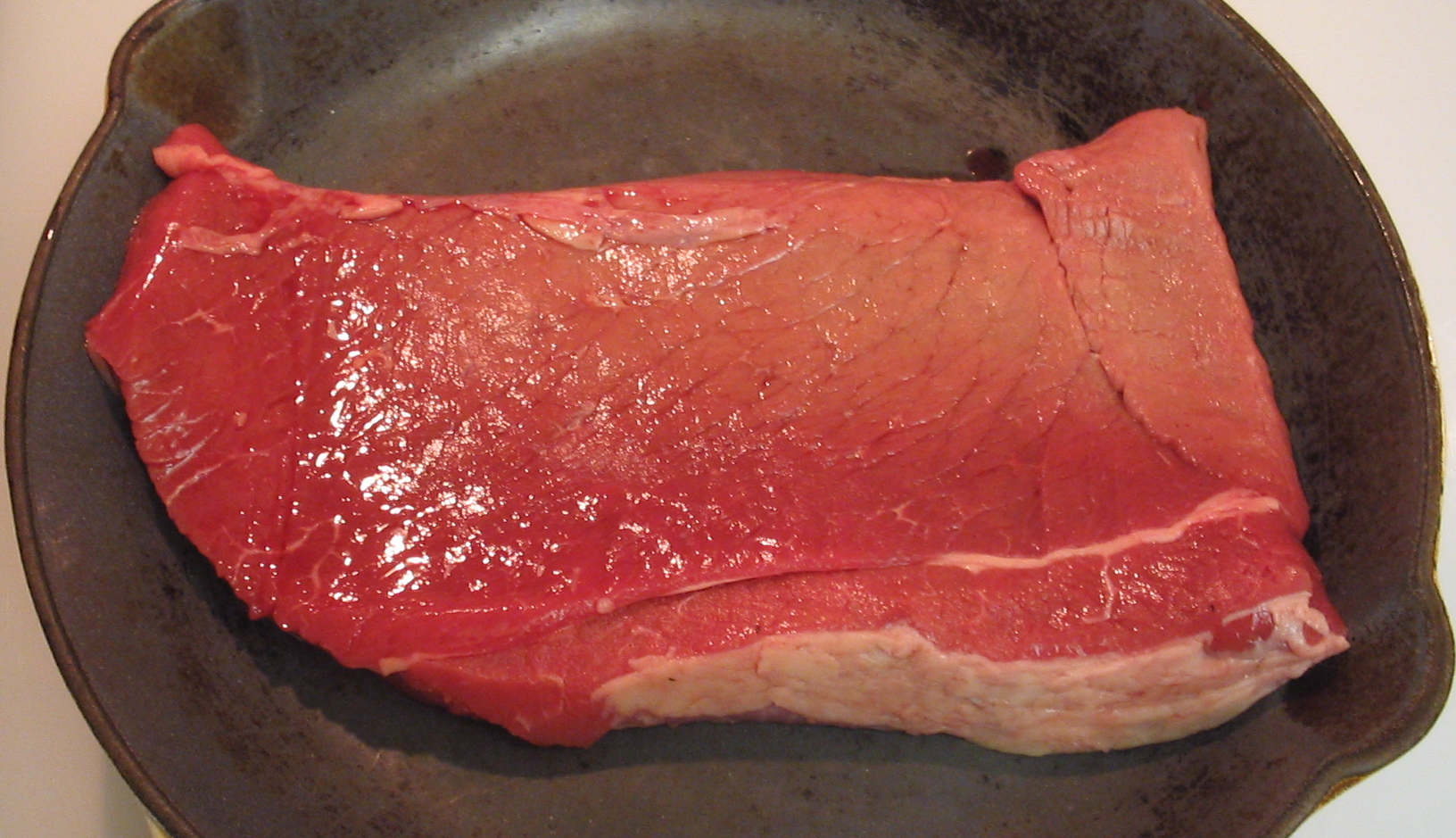
Kogelbiefstuk

Een kogelbiefstuk is een variant van een biefstuk.
Dit vlees wordt gesneden van de kogel van de bovenbil van een koe, of van de kogel van het spierstuk. Dit deel vlees wordt kogel genoemd, aangezien het bij het kogelgewricht zit, niet vanwege de 'kogelachtige' vorm. Van de verschillende soorten biefstuk is biefstuk van de haas het malst, daarna volgt de kogelbiefstuk. De malsheid wordt bepaald door de lengte van de spieren van vlees. Korte spieren zijn malser.
Kogelbiefstuk is vaak voorzien van een ingekerfd stermotief, gewone biefstuk wordt ingekerfd met een ruitmotief.